# 1573 w literaturze
Wydarzenia literackie w 1573 roku.

## Nowe dramaty
- Torquato Tasso, Amintas

## Urodzili się
- Daniel Naborowski, polski poeta

## Zmarli
- Giambattista Giraldi Cinzio, włoski poeta